# Da Capo (1985)
Da Capo är en finländsk-svensk film från 1985 i regi av Pirjo Honkasalo och Pekka Lehto. Filmen handlar om den finländske musikern Heimo Haitto och i rollerna ses bland andra Raimo Karppinen, Jan Söderblom och Tarmo Manni.

## Om filmen
Inspelningen ägde rum i Finland och USA med Lehto som producent och Honkasalo som manusförfattare. Fotograf var Kari Sohlberg och kompositör Atso Almila. Filmen klipptes av Antonia Carnerud, Honkasalo och Tuula Mehtonen och premiärvisades den 16 augusti 1985 på biograferna Cinema i Göteborg och Grand i Stockholm. Filmen är 120 minuter lång och dialogen på finska.
Filmen belönades med ett pris vid Gents filmfestival 1986 och mottog samma år en Jussi för bästa ljud.

## Handling
Filmen handlar om en ung man för vilken musiken betyder allting.

## Rollista
- Raimo Karppinen – Arto Arsi
- Jan Söderblom – Arto som barn
- Tarmo Manni – Sergei Rippas
- Rea Mauranen – Suvi Ekman
- Per Oscarsson – Eino
- Eeva-Maija Haukinen – Artos mor
- Kimmo Otsamo – Artos bror
- Jayne Meadows – mrs Thomas
- Martha Becket – dansösen
- Lou Hopson – Big Morgan
- Virginia Capers – fången

### Fotnoter
1. 1 2 3 4  ”Da Capo”. Svensk Filmdatabas. http://sfi.se/sv/svensk-filmdatabas/Item/?itemid=14711&type=MOVIE&iv=Basic&ref=/templates/SwedishFilmSearchResult.aspx?id%3d1225%26epslanguage%3dsv%26searchword%3dda+capo%26type%3dMovieTitle%26match%3dBegin%26page%3d1%26prom%3dFalse. Läst 17 maj 2013.